# 42e législature du Canada
La 42e législature du Canada est la législature du Parlement du Canada du 3 décembre 2015 au 11 septembre 2019. La députation de cette législature est élue lors de l'élection générale du 19 octobre 2015.
La nouvelle Chambre des communes s'est réunie le 3 décembre 2015 pour élire son président et le premier discours du Trône a eu lieu le 4 décembre.

## Représentation des partis
| Affiliation       | Affiliation                   | Députés                  | Députés          | Sénateurs                     | Sénateurs       |
| Affiliation       | Affiliation                   | Après l'élection de 2015 | À la dissolution | Le jour de l'élection de 2015 | 8 novembre 2018 |
| ----------------- | ----------------------------- | ------------------------ | ---------------- | ----------------------------- | --------------- |
|                   | Parti libéral                 | 184                      | 177              | 29                            | 10              |
|                   | Parti conservateur            | 99                       | 95               | 47                            | 31              |
|                   | NPD                           | 44                       | 39               | 0                             | 0               |
|                   | Bloc québécois                | 10                       | 10               | 0                             | 0               |
|                   | Parti vert                    | 1                        | 2                | 0                             | 0               |
|                   | Parti social démocratique     | 0                        | 1                | 0                             | 0               |
|                   | Parti populaire du Canada     | 0                        | 1                | 0                             | 0               |
|                   | Indépendants                  | 0                        | 8                | 6                             | 6               |
|                   | Groupe sénatorial indépendant | 0                        | 0                | 0                             | 54              |
| Total des membres | Total des membres             | 338                      | 333              | 83                            | 101             |
|                   | Vacant                        | —                        | 5                | 22                            | 4               |
| Total des sièges  | Total des sièges              | 338                      | 338              | 105                           | 105             |

## Gouvernement

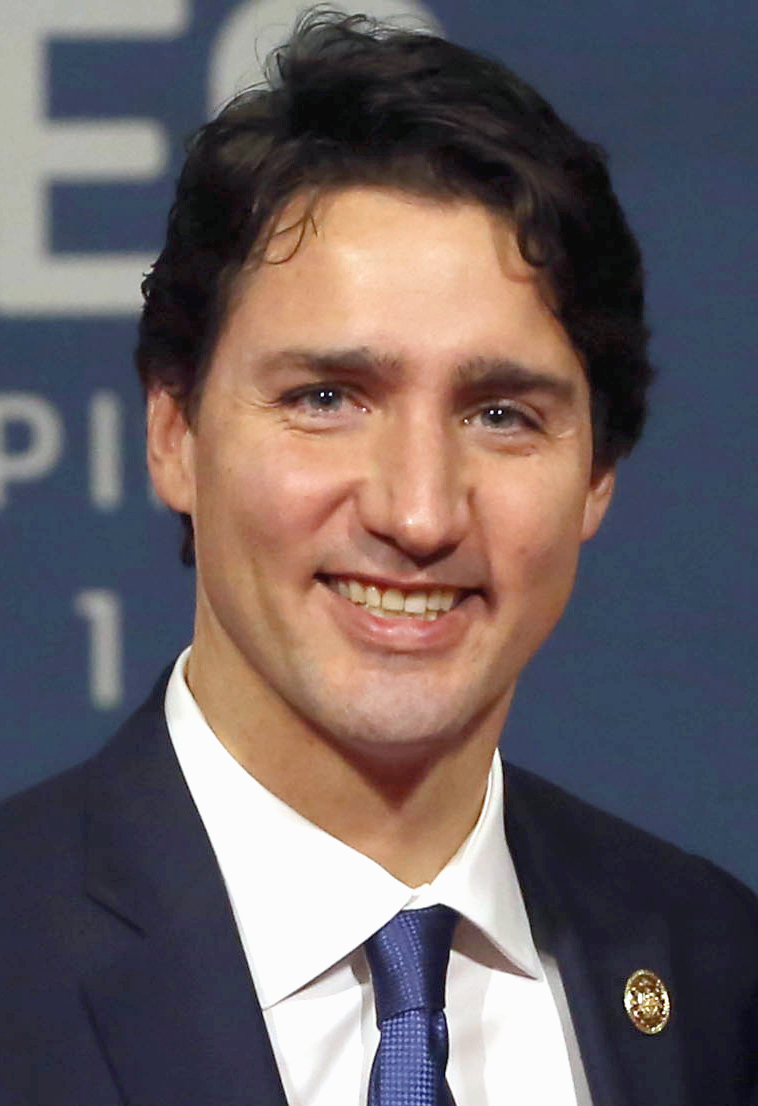
Justin Trudeau est le premier ministre de cette législature.

Le 29e conseil des ministres est assermenté le 4 novembre 2015. Dirigé par Justin Trudeau, il s'agit d'un gouvernement libéral majoritaire.

## Application de laLoi de 2014 instituant des réformes
La Loi instituant des réformes adoptée en 2014 oblige chaque caucus à voter lors de sa première réunion sur les pouvoirs qu'auront les députés au cours de la législature. Ainsi, le 5 novembre 2015, les députés conservateurs votent en faveur de l'application au sein de leur caucus des dispositions leur permettant par un vote d'élire un chef intérimaire (mais avec la participation des sénateurs conservateurs), d'élire le président du caucus et d'expulser un député du caucus mais refusent la disposition concernant la possibilité de destituer leur chef.
Les députés libéraux renvoient une décision à leur prochain congrès, qui doit se tenir en 2016 et les néo-démocrates repoussent leur choix à une prochaine réunion de caucus, soulignant que des dispositions similaires existent dans la constitution du parti.

## Liste des députés
Les chefs de parti sont en italique. Les ministres sont en gras. Le premier ministre est les deux.

### Alberta
|  | Nom                                           | Parti        | Circonscription                 |
|  | --------------------------------------------- | ------------ | ------------------------------- |
|  | Blake Richards                                | Conservateur | Banff—Airdrie                   |
|  | Kevin Sorenson                                | Conservateur | Battle River—Crowfoot           |
|  | Martin Shields                                | Conservateur | Bow River                       |
|  | Kent Hehr                                     | Libéral      | Calgary-Centre                  |
|  | Len Webber                                    | Conservateur | Calgary Confederation           |
|  | Deepak Obhrai                                 | Conservateur | Calgary Forest Lawn             |
|  | Stephen Harper                                | Conservateur | Calgary Heritage                |
|  | Vacant (du 26 août 2016 au 3 avril 2017)      |              | Calgary Heritage                |
|  | Bob Benzen                                    | Conservateur | Calgary Heritage                |
|  | Jason Kenney                                  | Conservateur | Calgary Midnapore               |
|  | Vacant (du 23 septembre 2016 au 3 avril 2017) |              | Calgary Midnapore               |
|  | Stephanie Kusie                               | Conservateur | Calgary Midnapore               |
|  | Michelle Rempel                               | Conservateur | Calgary Nose Hill               |
|  | Pat Kelly                                     | Conservateur | Calgary Rocky Ridge             |
|  | Tom Kmiec                                     | Conservateur | Calgary Shepard                 |
|  | Ron Liepert                                   | Conservateur | Calgary Signal Hill             |
|  | Darshan Kang                                  | Libéral      | Calgary Skyview                 |
|  | Randy Boissonnault                            | Libéral      | Edmonton-Centre                 |
|  | Kerry Diotte                                  | Conservateur | Edmonton Griesbach              |
|  | Ziad Aboultaif                                | Conservateur | Edmonton Manning                |
|  | Amarjeet Sohi                                 | Libéral      | Edmonton Mill Woods             |
|  | Matt Jeneroux                                 | Conservateur | Edmonton Riverbend              |
|  | Linda Duncan                                  | NPD          | Edmonton Strathcona             |
|  | Kelly McCauley                                | Conservateur | Edmonton-Ouest                  |
|  | Mike Lake                                     | Conservateur | Edmonton—Wetaskiwin             |
|  | John Barlow                                   | Conservateur | Foothills                       |
|  | David Yurdiga                                 | Conservateur | Fort McMurray—Cold Lake         |
|  | Chris Warkentin                               | Conservateur | Grande Prairie—Mackenzie        |
|  | Shannon Stubbs                                | Conservateur | Lakeland                        |
|  | Rachael Harder                                | Conservateur | Lethbridge                      |
|  | Jim Hillyer                                   | Conservateur | Medicine Hat—Cardston—Warner    |
|  | Vacant (du 23 mars 24 octobre 2016)           |              | Medicine Hat—Cardston—Warner    |
|  | Glen Motz                                     | Conservateur | Medicine Hat—Cardston—Warner    |
|  | Arnold Viersen                                | Conservateur | Peace River—Westlock            |
|  | Blaine Calkins                                | Conservateur | Red Deer—Lacombe                |
|  | Earl Dreeshen                                 | Conservateur | Red Deer—Mountain View          |
|  | Garnett Genuis                                | Conservateur | Sherwood Park—Fort Saskatchewan |
|  | Michael Cooper                                | Conservateur | St. Albert—Edmonton             |
|  | Rona Ambrose                                  | Conservateur | Sturgeon River—Parkland         |
|  | Vacant (du 27 mai 2017 au 23 octobre 2017)    |              | Sturgeon River—Parkland         |
|  | Dane Lloyd                                    | Conservateur | Sturgeon River—Parkland         |
|  | Jim Eglinski                                  | Conservateur | Yellowhead                      |

### Colombie-Britannique
|  | Nom                    | Parti                | Circonscription                                  |
|  | ---------------------- | -------------------- | ------------------------------------------------ |
|  | Ed Fast                | Conservateur         | Abbotsford                                       |
|  | Terry Beech            | Libéral              | Burnaby-Nord—Seymour                             |
|  | Kennedy Stewart        | NPD                  | Burnaby-Sud                                      |
|  | Todd Doherty           | Conservateur         | Cariboo—Prince George                            |
|  | Dan Albas              | Conservateur         | Central Okanagan—Similkameen—Nicola              |
|  | Mark Strahl            | Conservateur         | Chilliwack—Hope                                  |
|  | John Aldag             | Libéral              | Cloverdale—Langley City                          |
|  | Ron McKinnon           | Libéral              | Coquitlam—Port Coquitlam                         |
|  | Gord Johns             | NPD                  | Courtenay—Alberni                                |
|  | Alistair MacGregor     | NPD                  | Cowichan—Malahat—Langford                        |
|  | Carla Qualtrough       | Libéral              | Delta                                            |
|  | Randall Garrison       | NPD                  | Esquimalt—Saanich—Sooke                          |
|  | Ken Hardie             | Libéral              | Fleetwood—Port Kells                             |
|  | Cathy McLeod           | Conservateur         | Kamloops—Thompson—Cariboo                        |
|  | Stephen Fuhr           | Libéral              | Kelowna—Lake Country                             |
|  | Wayne Stetski          | NPD                  | Kootenay—Columbia                                |
|  | Mark Warawa            | Conservateur         | Langley—Aldergrove                               |
|  | Jati Sidhu             | Libéral              | Mission—Matsqui—Fraser Canyon                    |
|  | Sheila Malcolmson      | NPD                  | Nanaimo—Ladysmith                                |
|  | Peter Julian           | NPD                  | New Westminster—Burnaby                          |
|  | Rachel Blaney          | NPD                  | North Island—Powell River                        |
|  | Jonathan Wilkinson     | Libéral              | North Vancouver                                  |
|  | Mel Arnold             | Conservateur         | Okanagan-Nord—Shuswap                            |
|  | Dan Ruimy              | Libéral              | Pitt Meadows—Maple Ridge                         |
|  | Fin Donnelly           | NPD                  | Port Moody—Coquitlam                             |
|  | Bob Zimmer             | Conservateur         | Prince George—Peace River—Northern Rockies       |
|  | Alice Wong             | Conservateur         | Richmond-Centre                                  |
|  | Elizabeth May          | Vert                 | Saanich—Gulf Islands                             |
|  | Nathan Cullen          | NPD                  | Skeena—Bulkley Valley                            |
|  | Richard Cannings       | NPD                  | Okanagan-Sud—Kootenay-Ouest                      |
|  | Dianne Watts           | Conservateur         | Surrey-Sud—White Rock                            |
|  | Joe Peschisolido       | Libéral              | Steveston—Richmond-Est                           |
|  | Randeep Sarai          | Libéral              | Surrey-Centre                                    |
|  | Sukh Dhaliwal          | Libéral              | Surrey—Newton                                    |
|  | Hedy Fry               | Libéral              | Vancouver-Centre                                 |
|  | Jenny Kwan             | NPD                  | Vancouver-Est                                    |
|  | Jody Wilson-Raybould   | Libéral (2015-2019)  | Vancouver Granville                              |
|  | Jody Wilson-Raybould   | Indépendante (2019-) | Vancouver Granville                              |
|  | Don Davies             | NPD                  | Vancouver Kingsway                               |
|  | Joyce Murray           | Libéral              | Vancouver Quadra                                 |
|  | Harjit Sajjan          | Libéral              | Vancouver-Sud                                    |
|  | Murray Rankin          | NPD                  | Victoria                                         |
|  | Pamela Goldsmith-Jones | Libéral              | West Vancouver—Sunshine Coast—Sea to Sky Country |

### Île-du-Prince-Édouard
|  | Nom               | Parti   | Circonscription |
|  | ----------------- | ------- | --------------- |
|  | Lawrence MacAulay | Libéral | Cardigan        |
|  | Sean Casey        | Libéral | Charlottetown   |
|  | Bobby Morrissey   | Libéral | Egmont          |
|  | Wayne Easter      | Libéral | Malpeque        |

### Manitoba
|  | Nom                     | Parti        | Circonscription                             |
|  | ----------------------- | ------------ | ------------------------------------------- |
|  | Larry Maguire           | Conservateur | Brandon—Souris                              |
|  | Doug Eyolfson           | Libéral      | Charleswood—St. James—Assiniboia—Headingley |
|  | Niki Ashton             | NPD          | Churchill—Keewatinook Aski                  |
|  | Robert Sopuck           | Conservateur | Dauphin—Swan River—Neepawa                  |
|  | Daniel Blaikie          | NPD          | Elmwood—Transcona                           |
|  | MaryAnn Mihychuk        | Libéral      | Kildonan—St. Paul                           |
|  | Candice Bergen          | Conservateur | Portage—Lisgar                              |
|  | Ted Falk                | Conservateur | Provencher                                  |
|  | Dan Vandal              | Libéral      | Saint-Boniface—Saint-Vital                  |
|  | James Bezan             | Conservateur | Selkirk—Interlake—Eastman                   |
|  | Robert-Falcon Ouellette | Libéral      | Winnipeg-Centre                             |
|  | Kevin Lamoureux         | Libéral      | Winnipeg-Nord                               |
|  | Terry Duguid            | Libéral      | Winnipeg-Sud                                |
|  | Jim Carr                | Libéral      | Winnipeg-Centre-Sud                         |

### Nouveau-Brunswick
|  | Nom                     | Parti   | Circonscription             |
|  | ----------------------- | ------- | --------------------------- |
|  | Serge Cormier           | Libéral | Acadie—Bathurst             |
|  | Dominic LeBlanc         | Libéral | Beauséjour                  |
|  | Matt DeCourcey          | Libéral | Fredericton                 |
|  | Alaina Lockhart         | Libéral | Fundy Royal                 |
|  | René Arseneault         | Libéral | Madawaska—Restigouche       |
|  | Pat Finnigan            | Libéral | Miramichi—Grand Lake        |
|  | Ginette Petitpas Taylor | Libéral | Moncton—Riverview—Dieppe    |
|  | Karen Ludwig            | Libéral | Nouveau-Brunswick-Sud-Ouest |
|  | Wayne Long              | Libéral | Saint John—Rothesay         |
|  | Thomas Harvey           | Libéral | Tobique—Mactaquac           |

### Nouvelle-Écosse
|  | Nom               | Parti   | Circonscription               |
|  | ----------------- | ------- | ----------------------------- |
|  | Rodger Cuzner     | Libéral | Cape Breton—Canso             |
|  | Bill Casey        | Libéral | Cumberland—Colchester         |
|  | Darren Fisher     | Libéral | Dartmouth—Cole Harbour        |
|  | Andy Fillmore     | Libéral | Halifax                       |
|  | Geoff Regan       | Libéral | Halifax-Ouest                 |
|  | Scott Brison      | Libéral | Kings—Hants                   |
|  | Sean Fraser       | Libéral | Nova-Centre                   |
|  | Colin Fraser      | Libéral | Nova-Ouest                    |
|  | Darrell Samson    | Libéral | Sackville—Preston—Chezzetcook |
|  | Bernadette Jordan | Libéral | South Shore—St. Margarets     |
|  | Mark Eyking       | Libéral | Sydney—Victoria               |

### Ontario
|  | Nom                                      | Parti        | Circonscription                                  |
|  | ---------------------------------------- | ------------ | ------------------------------------------------ |
|  | Mark Holland                             | Libéral      | Ajax                                             |
|  | Carol Hughes                             | NPD          | Algoma—Manitoulin—Kapuskasing                    |
|  | Leona Alleslev                           | Libéral      | Aurora—Oak Ridges—Richmond Hill                  |
|  | Neil Ellis                               | Libéral      | Baie de Quinte                                   |
|  | John Brassard                            | Conservateur | Barrie—Innisfil                                  |
|  | Alex Nuttall                             | Conservateur | Barrie—Springwater—Oro-Medonte                   |
|  | Nathaniel Erskine-Smith                  | Libéral      | Beaches—East York                                |
|  | Ramesh Sangha                            | Libéral      | Brampton-Centre                                  |
|  | Raj Grewal                               | Libéral      | Brampton-Est                                     |
|  | Ruby Sahota                              | Libéral      | Brampton-Nord                                    |
|  | Kamal Khera                              | Libéral      | Brampton-Ouest                                   |
|  | Sonia Sidhu                              | Libéral      | Brampton-Sud                                     |
|  | Phil McColeman                           | Conservateur | Brantford—Brant                                  |
|  | Larry Miller                             | Conservateur | Bruce—Grey—Owen Sound                            |
|  | Karina Gould                             | Libéral      | Burlington                                       |
|  | Bryan May                                | Libéral      | Cambridge                                        |
|  | Pierre Poilievre                         | Conservateur | Carleton                                         |
|  | Dave Van Kesteren                        | Conservateur | Chatham-Kent—Leamington                          |
|  | Julie Dzerowicz                          | Libéral      | Davenport                                        |
|  | Yasmin Ratansi                           | Libéral      | Don Valley-Est                                   |
|  | Geng Tan                                 | Libéral      | Don Valley-Nord                                  |
|  | Rob Oliphant                             | Libéral      | Don Valley-Ouest                                 |
|  | David Tilson                             | Conservateur | Dufferin—Caledon                                 |
|  | Erin O'Toole                             | Conservateur | Durham                                           |
|  | Marco Mendicino                          | Libéral      | Eglinton—Lawrence                                |
|  | Karen Vecchio                            | Conservateur | Elgin—Middlesex—London                           |
|  | Tracey Ramsey                            | NPD          | Essex                                            |
|  | Borys Wrzesnewskyj                       | Libéral      | Etobicoke-Centre                                 |
|  | Kirsty Duncan                            | Libéral      | Etobicoke-Nord                                   |
|  | James Maloney                            | Libéral      | Etobicoke—Lakeshore                              |
|  | David Sweet                              | Conservateur | Flamborough—Glanbrook                            |
|  | Francis Drouin                           | Libéral      | Glengarry—Prescott—Russell                       |
|  | Lloyd Longfield                          | Libéral      | Guelph                                           |
|  | Diane Finley                             | Conservateur | Haldimand—Norfolk                                |
|  | Jamie Schmale                            | Conservateur | Haliburton—Kawartha Lakes—Brock                  |
|  | Scott Duvall                             | NPD          | Hamilton Mountain                                |
|  | David Christopherson                     | NPD          | Hamilton-Centre                                  |
|  | Bob Bratina                              | Libéral      | Hamilton-Est—Stoney Creek                        |
|  | Filomena Tassi                           | Libéral      | Hamilton-Ouest—Ancaster—Dundas                   |
|  | Mike Bossio                              | Libéral      | Hastings—Lennox and Addington                    |
|  | Judy Sgro                                | Libéral      | Humber River—Black Creek                         |
|  | Ben Lobb                                 | Conservateur | Huron—Bruce                                      |
|  | Karen McCrimmon                          | Libéral      | Kanata—Carleton                                  |
|  | Bob Nault                                | Libéral      | Kenora                                           |
|  | Deb Schulte                              | Libéral      | King—Vaughan                                     |
|  | Mark Gerretsen                           | Libéral      | Kingston et les Îles                             |
|  | Raj Saini                                | Libéral      | Kitchener-Centre                                 |
|  | Marwan Tabbara                           | Libéral      | Kitchener-Sud—Hespeler                           |
|  | Harold Albrecht                          | Conservateur | Kitchener—Conestoga                              |
|  | Bev Shipley                              | Conservateur | Lambton—Kent—Middlesex                           |
|  | Scott Jeffrey Reid                       | Conservateur | Lanark—Frontenac—Kingston                        |
|  | Gord Brown                               | Conservateur | Leeds—Grenville—Thousand Islands et Rideau Lakes |
|  | Peter Fragiskatos                        | Libéral      | London-Centre-Nord                               |
|  | Kate Young                               | Libéral      | London-Ouest                                     |
|  | Irene Mathyssen                          | NPD          | London—Fanshawe                                  |
|  | Jane Philpott                            | Libéral      | Markham—Stouffville                              |
|  | John McCallum                            | Libéral      | Markham—Thornhill                                |
|  | Vacant (du 10 janvier au 3 avril 2017)   |              | Markham—Thornhill                                |
|  | Mary Ng                                  | Libéral      | Markham—Thornhill                                |
|  | Bob Saroya                               | Conservateur | Markham—Unionville                               |
|  | Lisa Raitt                               | Conservateur | Milton                                           |
|  | Omar Alghabra                            | Libéral      | Mississauga-Centre                               |
|  | Peter Fonseca                            | Libéral      | Mississauga-Est—Cooksville                       |
|  | Iqra Khalid                              | Libéral      | Mississauga—Erin Mills                           |
|  | Sven Spengemann                          | Libéral      | Mississauga—Lakeshore                            |
|  | Navdeep Bains                            | Libéral      | Mississauga—Malton                               |
|  | Gagan Sikand                             | Libéral      | Mississauga—Streetsville                         |
|  | Chandra Arya                             | Libéral      | Nepean                                           |
|  | Kyle Peterson                            | Libéral      | Newmarket—Aurora                                 |
|  | Rob Nicholson                            | Conservateur | Niagara Falls                                    |
|  | Vance Badawey                            | Libéral      | Niagara-Centre                                   |
|  | Dean Allison                             | Conservateur | Niagara-Ouest                                    |
|  | Marc Serré                               | Libéral      | Nickel Belt                                      |
|  | Anthony Rota                             | Libéral      | Nipissing—Timiskaming                            |
|  | Kim Rudd                                 | Libéral      | Northumberland—Peterborough-Sud                  |
|  | John Oliver                              | Libéral      | Oakville                                         |
|  | Pam Damoff                               | Libéral      | Oakville-Nord—Burlington                         |
|  | Andrew Leslie                            | Libéral      | Orléans                                          |
|  | Colin Carrie                             | Conservateur | Oshawa                                           |
|  | Catherine McKenna                        | Libéral      | Ottawa-Centre                                    |
|  | Anita Vandenbeld                         | Libéral      | Ottawa-Ouest—Nepean                              |
|  | David McGuinty                           | Libéral      | Ottawa-Sud                                       |
|  | Mauril Bélanger                          | Libéral      | Ottawa—Vanier                                    |
|  | Vacant (du 16 août 2016 au 3 avril 2017) |              | Ottawa—Vanier                                    |
|  | Mona Fortier                             | Libéral      | Ottawa—Vanier                                    |
|  | Dave MacKenzie                           | Conservateur | Oxford                                           |
|  | Arif Virani                              | Libéral      | Parkdale—High Park                               |
|  | Tony Clement                             | Conservateur | Parry Sound—Muskoka                              |
|  | John Nater                               | Conservateur | Perth—Wellington                                 |
|  | Maryam Monsef                            | Libéral      | Peterborough—Kawartha                            |
|  | Jennifer O'Connell                       | Libéral      | Pickering—Uxbridge                               |
|  | Cheryl Gallant                           | Conservateur | Renfrew—Nipissing—Pembroke                       |
|  | Majid Jowhari                            | Libéral      | Richmond Hill                                    |
|  | Marilyn Gladu                            | Conservateur | Sarnia—Lambton                                   |
|  | Terry Sheehan                            | Libéral      | Sault Ste. Marie                                 |
|  | Salma Zahid                              | Libéral      | Scarborough-Centre                               |
|  | Shaun Chen                               | Libéral      | Scarborough-Nord                                 |
|  | Bill Blair                               | Libéral      | Scarborough-Sud-Ouest                            |
|  | Arnold Chan                              | Libéral      | Scarborough—Agincourt                            |
|  | John McKay                               | Libéral      | Scarborough—Guildwood                            |
|  | Gary Anandasangaree                      | Libéral      | Scarborough—Rouge Park                           |
|  | Bruce Stanton                            | Conservateur | Simcoe-Nord                                      |
|  | Kellie Leitch                            | Conservateur | Simcoe—Grey                                      |
|  | Adam Vaughan                             | Libéral      | Spadina—Fort York                                |
|  | Chris Bittle                             | Libéral      | St. Catharines                                   |
|  | Guy Lauzon                               | Conservateur | Stormont—Dundas—South Glengarry                  |
|  | Paul Lefebvre                            | Libéral      | Sudbury                                          |
|  | Peter Kent                               | Conservateur | Thornhill                                        |
|  | Don Rusnak                               | Libéral      | Thunder Bay—Rainy River                          |
|  | Patty Hajdu                              | Libéral      | Thunder Bay—Supérieur-Nord                       |
|  | Charlie Angus                            | NPD          | Timmins—Baie James                               |
|  | Bill Morneau                             | Libéral      | Toronto-Centre                                   |
|  | Julie Dabrusin                           | Libéral      | Toronto—Danforth                                 |
|  | Carolyn Bennett                          | Libéral      | Toronto—St. Paul's                               |
|  | Chrystia Freeland                        | Libéral      | University—Rosedale                              |
|  | Francesco Sorbara                        | Libéral      | Vaughan—Woodbridge                               |
|  | Bardish Chagger                          | Libéral      | Waterloo                                         |
|  | Michael Chong                            | Conservateur | Wellington—Halton Hills                          |
|  | Celina Caesar-Chavannes                  | Libéral      | Whitby                                           |
|  | Ali Ehsassi                              | Libéral      | Willowdale                                       |
|  | Brian Masse                              | NPD          | Windsor-Ouest                                    |
|  | Cheryl Hardcastle                        | NPD          | Windsor—Tecumseh                                 |
|  | Michael Levitt                           | Libéral      | York-Centre                                      |
|  | Ahmed Hussen                             | Libéral      | York-Sud—Weston                                  |
|  | Peter Van Loan                           | Conservateur | York—Simcoe                                      |

### Québec
|  | Nom                                         | Parti          | Circonscription                                   |
|  | ------------------------------------------- | -------------- | ------------------------------------------------- |
|  | Romeo Saganash                              | NPD            | Abitibi—Baie-James—Nunavik—Eeyou                  |
|  | Christine Moore                             | NPD            | Abitibi-Témiscamingue                             |
|  | Mélanie Joly                                | Libéral        | Ahuntsic-Cartierville                             |
|  | Angelo Iacono                               | Libéral        | Alfred-Pellan                                     |
|  | Stéphane Lauzon                             | Libéral        | Argenteuil—La Petite-Nation                       |
|  | Rémi Massé                                  | Libéral        | Avignon—La Mitis—Matane—Matapédia                 |
|  | Maxime Bernier                              | Conservateur   | Beauce                                            |
|  | Sylvie Boucher                              | Conservateur   | Beauport—Côte-de-Beaupré—Île d'Orléans—Charlevoix |
|  | Alupa Clarke                                | Conservateur   | Beauport—Limoilou                                 |
|  | Louis Plamondon                             | Bloc québécois | Bécancour—Nicolet—Saurel                          |
|  | Steven Blaney                               | Conservateur   | Bellechasse—Les Etchemins—Lévis                   |
|  | Matthew Dubé                                | NPD            | Belœil—Chambly                                    |
|  | Ruth Ellen Brosseau                         | NPD            | Berthier—Maskinongé                               |
|  | Emmanuel Dubourg                            | Libéral        | Bourassa                                          |
|  | Denis Paradis                               | Libéral        | Brome—Missisquoi                                  |
|  | Alexandra Mendès                            | Libéral        | Brossard—Saint-Lambert                            |
|  | Pierre Paul-Hus                             | Conservateur   | Charlesbourg—Haute-Saint-Charles                  |
|  | Brenda Shanahan                             | Libéral        | Châteauguay—Lacolle                               |
|  | Denis Lemieux                               | Libéral        | Chicoutimi—Le Fjord                               |
|  | Vacant (du 6 novembre 2017 au 18 juin 2018) |                | Chicoutimi—Le Fjord                               |
|  | Richard Martel                              | Conservateur   | Chicoutimi—Le Fjord                               |
|  | Marie-Claude Bibeau                         | Libéral        | Compton—Stanstead                                 |
|  | Anju Dhillon                                | Libéral        | Dorval—Lachine—LaSalle                            |
|  | François Choquette                          | NPD            | Drummond                                          |
|  | Diane Lebouthillier                         | Libéral        | Gaspésie–Les Îles-de-la-Madeleine                 |
|  | Steven MacKinnon                            | Libéral        | Gatineau                                          |
|  | Marjolaine Boutin-Sweet                     | NPD            | Hochelaga                                         |
|  | Pablo Rodríguez                             | Libéral        | Honoré-Mercier                                    |
|  | Greg Fergus                                 | Libéral        | Hull—Aylmer                                       |
|  | Gabriel Ste-Marie                           | Bloc québécois | Joliette                                          |
|  | Karine Trudel                               | NPD            | Jonquière                                         |
|  | Mario Beaulieu                              | Bloc québécois | La Pointe-de-l'Île                                |
|  | Jean-Claude Poissant                        | Libéral        | La Prairie                                        |
|  | Denis Lebel                                 | Conservateur   | Lac-Saint-Jean                                    |
|  | Vacant (du 9 août 2017 au 23 octobre 2017)  |                | Lac-Saint-Jean                                    |
|  | Richard Hébert                              |                | Lac-Saint-Jean                                    |
|  | Francis Scarpaleggia                        | Libéral        | Lac-Saint-Louis                                   |
|  | David Lametti                               | Libéral        | LaSalle—Émard—Verdun                              |
|  | David Graham                                | Libéral        | Laurentides—Labelle                               |
|  | Hélène Laverdière                           | NPD            | Laurier—Sainte-Marie                              |
|  | Fayçal El-Khoury                            | Libéral        | Laval—Les Îles                                    |
|  | Jacques Gourde                              | Conservateur   | Lévis—Lotbinière                                  |
|  | Sherry Romanado                             | Libéral        | Longueuil—Charles-LeMoyne                         |
|  | Pierre Nantel                               | NPD            | Longueuil—Saint-Hubert                            |
|  | Joël Lightbound                             | Libéral        | Louis-Hébert                                      |
|  | Gérard Deltell                              | Conservateur   | Louis-Saint-Laurent                               |
|  | Marilène Gill                               | Bloc québécois | Manicouagan                                       |
|  | Yves Robillard                              | Libéral        | Marc-Aurèle-Fortin                                |
|  | Luc Berthold                                | Conservateur   | Mégantic—L'Érable                                 |
|  | Simon Marcil                                | Bloc québécois | Mirabel                                           |
|  | Michel Picard                               | Libéral        | Montarville                                       |
|  | Luc Thériault                               | Bloc québécois | Montcalm                                          |
|  | Bernard Généreux                            | Conservateur   | Montmagny—L'Islet—Kamouraska—Rivière-du-Loup      |
|  | Anthony Housefather                         | Libéral        | Mont-Royal                                        |
|  | Marc Garneau                                | Libéral        | Notre-Dame-de-Grâce—Westmount                     |
|  | Thomas Mulcair                              | NPD            | Outremont                                         |
|  | Justin Trudeau                              | Libéral        | Papineau                                          |
|  | Xavier Barsalou-Duval                       | Bloc québécois | Pierre-Boucher—Les Patriotes—Verchères            |
|  | Frank Baylis                                | Libéral        | Pierrefonds—Dollard                               |
|  | William Amos                                | Libéral        | Pontiac                                           |
|  | Joël Godin                                  | Conservateur   | Portneuf—Jacques-Cartier                          |
|  | Jean-Yves Duclos                            | Libéral        | Québec                                            |
|  | Monique Pauzé                               | Bloc québécois | Repentigny                                        |
|  | Alain Rayes                                 | Conservateur   | Richmond—Arthabaska                               |
|  | Guy Caron                                   | NPD            | Rimouski-Neigette—Témiscouata—Les Basques         |
|  | Linda Lapointe                              | Libéral        | Rivière-des-Mille-Îles                            |
|  | Rhéal Fortin                                | Bloc québécois | Rivière-du-Nord                                   |
|  | Alexandre Boulerice                         | NPD            | Rosemont–La Petite-Patrie                         |
|  | Brigitte Sansoucy                           | NPD            | Saint-Hyacinthe—Bagot                             |
|  | Jean Rioux                                  | Libéral        | Saint-Jean                                        |
|  | Stéphane Dion                               | Libéral        | Saint-Laurent                                     |
|  | Vacant (du 10 janvier au 3 avril 2017)      |                | Saint-Laurent                                     |
|  | Emmanuella Lambropoulos                     | Libéral        | Saint-Laurent                                     |
|  | Nicola Di Iorio                             | Libéral        | Saint-Léonard—Saint-Michel                        |
|  | François-Philippe Champagne                 | Libéral        | Saint-Maurice—Champlain                           |
|  | Anne Minh-Thu Quach                         | NPD            | Salaberry—Suroît                                  |
|  | Pierre Breton                               | Libéral        | Shefford                                          |
|  | Pierre-Luc Dusseault                        | NPD            | Sherbrooke                                        |
|  | Michel Boudrias                             | Bloc québécois | Terrebonne                                        |
|  | Ramez Ayoub                                 | Libéral        | Thérèse-De Blainville                             |
|  | Robert Aubin                                | NPD            | Trois-Rivières                                    |
|  | Peter Schiefke                              | Libéral        | Vaudreuil—Soulanges                               |
|  | Marc Miller                                 | Libéral        | Ville-Marie—Le Sud-Ouest—Île-des-Sœurs            |
|  | Eva Nassif                                  | Libéral        | Vimy                                              |

### Saskatchewan
|  | Nom                                       | Parti                     | Circonscription                       |
|  | ----------------------------------------- | ------------------------- | ------------------------------------- |
|  | Gerry Ritz                                | Conservateur              | Battlefords—Lloydminster              |
|  | Vacant (du 2 octobre au 11 décembre 2017) |                           | Battlefords—Lloydminster              |
|  | Rosemarie Falk                            | Conservateur              | Battlefords—Lloydminster              |
|  | David L. Anderson                         | Conservateur              | Cypress Hills—Grasslands              |
|  | Georgina Jolibois                         | NPD                       | Desnethé—Missinippi—Rivière Churchill |
|  | Tom Lukiwski                              | Conservateur              | Moose Jaw—Lake Centre—Lanigan         |
|  | Randy Hoback                              | Conservateur              | Prince Albert                         |
|  | Erin Weir                                 | Parti social démocratique | Regina—Lewvan                         |
|  | Andrew Scheer                             | Conservateur              | Regina—Qu'Appelle                     |
|  | Ralph Goodale                             | Libéral                   | Regina—Wascana                        |
|  | Kevin Waugh                               | Conservateur              | Saskatoon—Grasswood                   |
|  | Brad Trost                                | Conservateur              | Saskatoon—University                  |
|  | Sheri Benson                              | NPD                       | Saskatoon-Ouest                       |
|  | Kelly Block                               | Conservateur              | Sentier Carlton—Eagle Creek           |
|  | Robert Kitchen                            | Conservateur              | Souris—Moose Mountain                 |
|  | Cathay Wagantall                          | Conservateur              | Yorkton—Melville                      |

### Terre-Neuve-et-Labrador
|  | Nom                                               | Parti   | Circonscription                  |
|  | ------------------------------------------------- | ------- | -------------------------------- |
|  | Ken McDonald                                      | Libéral | Avalon                           |
|  | Judy Foote                                        | Libéral | Bonavista—Burin—Trinity          |
|  | Vacant (du 30 septembre 2017 au 11 décembre 2017) |         | Bonavista—Burin—Trinity          |
|  | Churence Rogers                                   | Libéral | Bonavista—Burin—Trinity          |
|  | Scott Simms                                       | Libéral | Coast of Bays—Central—Notre Dame |
|  | Yvonne Jones                                      | Libéral | Labrador                         |
|  | Gudie Hutchings                                   | Libéral | Long Range Mountains             |
|  | Nick Whalen                                       | Libéral | St. John's-Est                   |
|  | Seamus O'Regan                                    | Libéral | St. John's-Sud—Mount Pearl       |

### Territoires
|  | Nom            | Parti       | Circonscription           |
|  | -------------- | ----------- | ------------------------- |
|  | Hunter Tootoo  | Indépendant | Nunavut                   |
|  | Michael McLeod | Libéral     | Territoires du Nord-Ouest |
|  | Larry Bagnell  | Libéral     | Yukon                     |

## Modifications
| Date              | Député                  | Circonscription                    | Parti | Parti          | Parti | Parti                          | Notes |
| ----------------- | ----------------------- | ---------------------------------- | ----- | -------------- | ----- | ------------------------------ | --- |
| 18 juin 2018      | Richard Martel          | Chicoutimi—Le Fjord (QC)           |       | Vacant         |       | Conservateur                   | Est élu à la suite de l'élection partielle du 18 juin 2018, succédant au libéral Denis Lemieux. C'est le premier siège de la mandature à virer de libéral à conservateur.               |
| 11 mai 2018       | Erin Weir               | Regina—Lewvan (SK)                 |       | NPD            |       | Parti social démocratique      | Il est rejeté du caucus néo-démocrate et rejoint le Parti social démocratique du Canada.                                                                                                |
| 28 février 2018   | Luc Thériault           | Montcalm (QC)                      |       | Bloc québécois |       | Groupe parlementaire québécois | Défection en bloc des sept élus du caucus du Bloc québécois pour siéger au sein du Groupe parlementaire québécois, nouvellement créé, en contestation au leadership de Martine Ouellet. |
| 28 février 2018   | Gabriel Ste-Marie       | Joliette (QC)                      |       | Bloc québécois |       | Groupe parlementaire québécois | Défection en bloc des sept élus du caucus du Bloc québécois pour siéger au sein du Groupe parlementaire québécois, nouvellement créé, en contestation au leadership de Martine Ouellet. |
| 28 février 2018   | Louis Plamondon         | Bécancour—Nicolet—Saurel (QC)      |       | Bloc québécois |       | Groupe parlementaire québécois | Défection en bloc des sept élus du caucus du Bloc québécois pour siéger au sein du Groupe parlementaire québécois, nouvellement créé, en contestation au leadership de Martine Ouellet. |
| 28 février 2018   | Monique Pauzé           | Repentigny (QC)                    |       | Bloc québécois |       | Groupe parlementaire québécois | Défection en bloc des sept élus du caucus du Bloc québécois pour siéger au sein du Groupe parlementaire québécois, nouvellement créé, en contestation au leadership de Martine Ouellet. |
| 28 février 2018   | Simon Marcil            | Mirabel (QC)                       |       | Bloc québécois |       | Groupe parlementaire québécois | Défection en bloc des sept élus du caucus du Bloc québécois pour siéger au sein du Groupe parlementaire québécois, nouvellement créé, en contestation au leadership de Martine Ouellet. |
| 28 février 2018   | Rhéal Fortin            | Rivière-du-Nord (QC)               |       | Bloc québécois |       | Groupe parlementaire québécois | Défection en bloc des sept élus du caucus du Bloc québécois pour siéger au sein du Groupe parlementaire québécois, nouvellement créé, en contestation au leadership de Martine Ouellet. |
| 28 février 2018   | Michel Boudrias         | Terrebonne (QC)                    |       | Bloc québécois |       | Groupe parlementaire québécois | Défection en bloc des sept élus du caucus du Bloc québécois pour siéger au sein du Groupe parlementaire québécois, nouvellement créé, en contestation au leadership de Martine Ouellet. |
| 11 décembre 2017  | Jean Yip                | Scarborough—Agincourt (ON)         |       | Vacant         |       | Libéral                        | Est élue à la suite de l'élection partielle du 11 décembre 2017, succédant au libéral Arnold Chan.                                                                                      |
| 11 décembre 2017  | Churence Rogers         | Bonavista—Burin—Trinity (T.-N.-L.) |       | Vacant         |       | Libéral                        | Est élue à la suite de l'élection partielle du 11 décembre 2017, succédant à la libérale Judy Foote.                                                                                    |
| 11 décembre 2017  | Gordon Hogg             | Surrey-Sud—White Rock (C.-B.)      |       | Vacant         |       | Libéral                        | Est élu à la suite de l'élection partielle du 11 décembre 2017, succédant à la conservatrice Dianne Watts.                                                                              |
| 11 décembre 2017  | Rosemarie Falk          | Battlefords—Lloydminster (SK)      |       | Vacant         |       | Conservateur                   | Est élue à la suite de l'élection partielle du 11 décembre 2017, succédant au conservateur Gerry Ritz.                                                                                  |
| 7 novembre 2017   | Denis Lemieux           | Chicoutimi—Le Fjord (QC)           |       | Libéral        |       | Vacant                         | Démissionne pour raisons familiales |
| 23 octobre 2017   | Richard Hébert          | Lac-Saint-Jean (QC)                |       | Vacant         |       | Libéral                        | Est élu à la suite de l'élection partielle du 23 octobre 2017, succédant au conservateur Denis Lebel.                                                                                   |
| 23 octobre 2017   | Dane Lloyd              | Sturgeon River—Parkland (AB)       |       | Vacant         |       | Conservateur                   | Est élu à la suite de l'élection partielle du 23 octobre 2017, succédant à la conservatrice Rona Ambrose.                                                                               |
| 2 octobre 2017    | Gerry Ritz              | Battlefords—Lloydminster (SK)      |       | Conservateur   |       | Vacant                         | Doyen de la Chambre, il démissionne après plus 20 ans de mandat expliquant qu'il pense « ne pas avoir assez de force pour [s]’attaquer à un défi semblable ».                           |
| 30 septembre 2017 | Judy Foote              | Bonavista—Burin—Trinity (T.-N.-L.) |       | Libéral        |       | Vacant                         | Démissionne pour raison personnelles et médicales. |
| 29 septembre 2017 | Dianne Watts            | Surrey-Sud—White Rock (C.-B.)      |       | Conservateur   |       | Vacant                         | Démission pour se lancer dans la course à la chefferie du Parti libéral de la Colombie-Britannique                                                                                      |
| 14 septembre 2017 | Arnold Chan             | Scarborough—Agincourt (ON)         |       | Libéral        |       | Vacant                         | Décès. |
| 31 août 2017      | Darshan Kang            | Calgary Skyview (AB)               |       | Libéral        |       | Indépendant                    | Quitte le caucus libéral à la suite d'allégations de harcèlement sexuel. |
| 9 août 2017       | Denis Lebel             | Lac-Saint-Jean (QC)                |       | Conservateur   |       | Vacant                         | Démissionne en estimant avoir fait le tour de la politique fédérale et pour devenir PDG du Conseil de l'industrie forestière du Québec.                                                 |
| 27 mai 2017       | Rona Ambrose            | Sturgeon River—Parkland (AB)       |       | Conservateur   |       | Vacant                         | Démissionne après avoir dirigé le Parti conservateur du Canada par intérim, une fois le nouveau chef élu.                                                                               |
| 3 avril 2017      | Bob Benzen              | Calgary Heritage (AB)              |       | Vacant         |       | Conservateur                   | Est élu à la suite de l'élection partielle du 3 avril 2017, succédant au conservateur Stephen Harper.                                                                                   |
| 3 avril 2017      | Stephanie Kusie         | Calgary Midnapore (AB)             |       | Vacant         |       | Conservateur                   | Est élue à la suite de l'élection partielle du 3 avril 2017, succédant au conservateur Jason Kenney .                                                                                   |
| 3 avril 2017      | Mona Fortier            | Ottawa—Vanier (ON)                 |       | Vacant         |       | Libéral                        | Est élue à la suite de l'élection partielle du 3 avril 2017, succédant au libéral Mauril Bélanger.                                                                                      |
| 3 avril 2017      | Mary Ng                 | Markham—Thornhill (ON)             |       | Vacant         |       | Libéral                        | Est élue à la suite de l'élection partielle du 3 avril 2017, succédant au libéral John McCallum.                                                                                        |
| 3 avril 2017      | Emmanuella Lambropoulos | Saint-Laurent (QC)                 |       | Vacant         |       | Libéral                        | Est élue à la suite de l'élection partielle du 3 avril 2017, succédant au libéral Stéphane Dion.                                                                                        |
| 10 janvier 2017   | Stéphane Dion           | Saint-Laurent (QC)                 |       | Libéral        |       | Vacant                         | Démissionne après le remaniement qui l'exclut du cabinet puis est nommé ambassadeur du Canada en Allemagne et auprès de l'Union européenne.                                             |
| 10 janvier 2017   | John McCallum           | Markham—Thornhill (ON)             |       | Libéral        |       | Vacant                         | Démissionne après le remaniement qui l'exclut du cabinet puis est nommé ambassadeur du Canada en Chine.                                                                                 |
| 24 octobre 2016   | Glen Motz               | Medicine Hat—Cardston—Warner (AB)  |       | Vacant         |       | Conservateur                   | Est élue à la suite de l'élection partielle du 24 octobre 2016, succédant au conservateur Jim Hillyer.                                                                                  |
| 23 septembre 2016 | Jason Kenney            | Calgary Midnapore (AB)             |       | Conservateur   |       | Vacant                         | Démission pour se lancer dans une carrière provinciale à la tête du Parti progressiste-conservateur de l'Alberta                                                                        |
| 26 août 2016      | Stephen Harper          | Calgary Heritage (AB)              |       | Conservateur   |       | Vacant                         | Démission à la suite de sa défaite aux élections fédérales. |
| 16 août 2016      | Mauril Bélanger         | Ottawa—Vanier (ON)                 |       | Libéral        |       | Vacant                         | Décès. |
| 23 mars 2016      | Jim Hillyer             | Medicine Hat—Cardston—Warner (AB)  |       | Conservateur   |       | Vacant                         | Décès. |
| 1er juin 2016     | Hunter Tootoo           | Nunavut (NU)                       |       | Libéral        |       | Indépendant                    | Quitte le caucus pour suivre un traitement contre la dépendance. |